# Денис Петрић
Денис Петрић (Љубљана, 24. мај 1988) је словеначки фудбалер српског порекла који тренутно наступа за Нант.Игра на позицији голмана.
Петрић је до 2007. наступао за млађе категорије репрезентације Словеније, да би након интересовања људи из Фудбалског савеза Србије, одлучио да убудуће наступа за Србију. Добио је позив 2009. за репрезентацију Србије до 21 године али није дебитовао.

## Успеси
Троа
- Друга лига Француске: 2014/15.[9]

Анже
- Куп Француске: (финале: 2016/17)[10]

Појединачни
- Најбољи голман Друге лиге Француске: 2015.[2]